# Mónica de Hipona
Santa Mónica  (Tagaste, Argelia, 332-Ostia, Italia, 387) es una santa cristiana y madre de san Agustín de Hipona.
Es recordada y honrada por sus extraordinarias virtudes cristianas, en particular por sus sufrimientos causados por el adulterio de su marido, y por la vida de oración que dedicó para la conversión de su hijo, quien escribió extensamente acerca de sus actos píos y de su vida con ella en sus Confesiones.

## Biografía
Mónica nació en Tagaste, en la actual Argelia. Sus padres eran cristianos y de una familia de vieja tradición cristiana. Su educación se le encargó a su criada, también cristiana. Se casó a una corta edad con un hombre mayor, decurión y pagano, llamado Patricius o Patricio, en Tagaste. Su esposo era un hombre muy enérgico y de temperamento violento que tenía hábitos libertinos. Las limosnas, buenas acciones y oraciones de Mónica incomodaban a Patricio, pero aun así, él la trataba con respeto.
Mónica iba cada día a la iglesia y soportó con paciencia el adulterio y la cólera de su marido. Se ganó el afecto de su suegra en poco tiempo e incluso convirtió a Patricio al cristianismo y calmó su violencia. Este murió poco después de su conversión y Mónica decidió no volver a casarse.
Mónica tuvo tres hijos que sobrevivieron a la infancia: dos varones, Agustín y Navigio, y una mujer cuyo nombre se desconoce, pero que ciertas tradiciones llaman Perpetua o Melania. Imposibilitada de asegurarles el bautismo, se afligió mucho cuando Agustín enfermó. Ante esta situación de sufrimiento, le preguntó a Patricio si Agustín sería bautizado, a lo cual este accedió; pero después de haber recuperado la salud, revocó este consentimiento.
Pero el alivio y la alegría de Mónica por la recuperación de Agustín se transformaron en ansiedad porque él desperdiciaba su nueva vida siendo indisciplinado y, como él mismo decía, vago. Finalmente fue enviado a una escuela en Maduros. Cuando tenía 17 años y  se encontraba estudiando retórica en Cartago, falleció Patricio.
En Cartago, Agustín llevaba una vida descarriada, cometía pecados graves y abrazó el maniqueísmo, lo que le alejó de su madre.
Cuando regresó al hogar, compartió sus experiencias del maniqueísmo, y Mónica lo echó del mismo. Sin embargo, dijo haber experimentado una visión que la convenció de que se reconciliara con él.

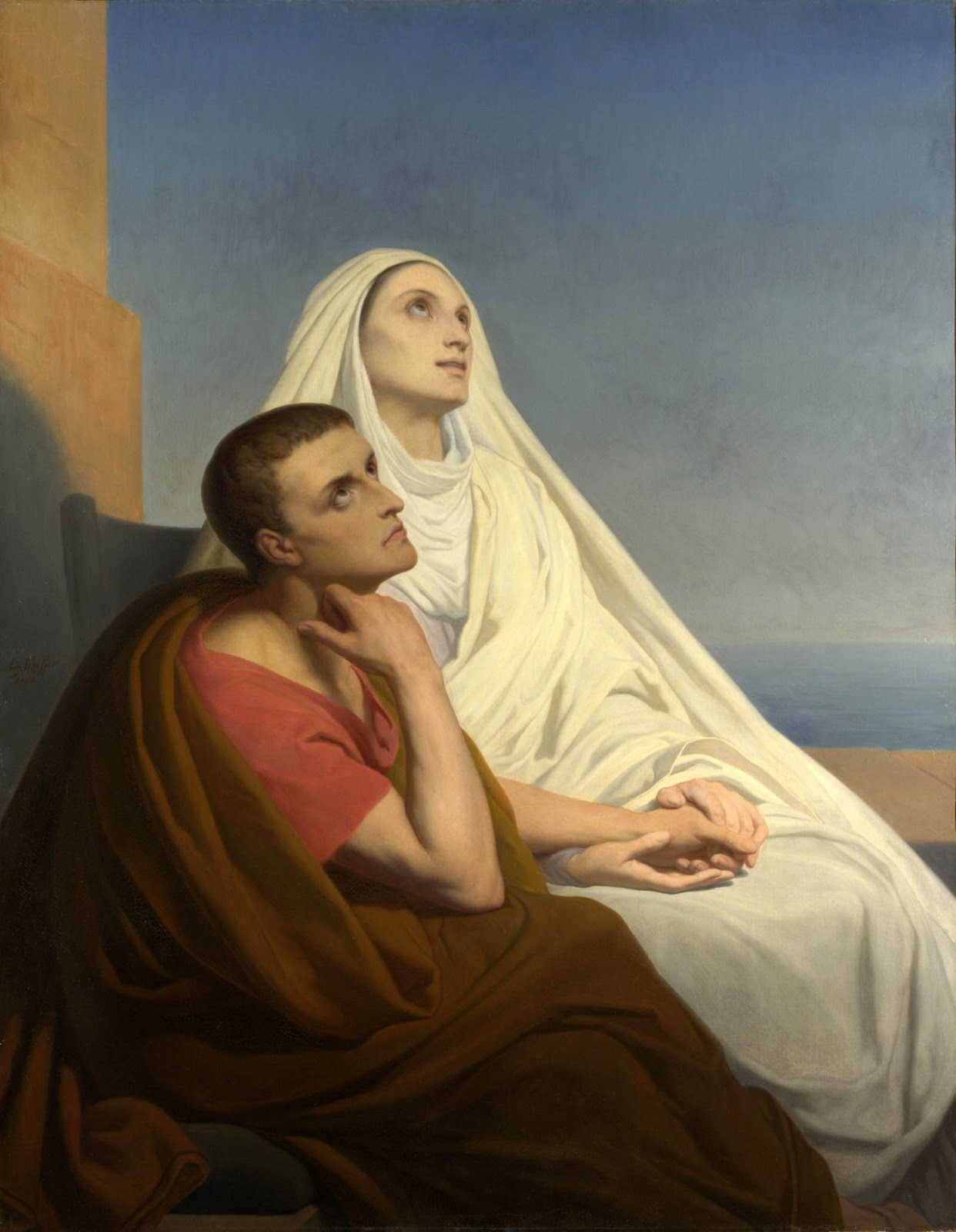
San Agustín y su madre, Santa Mónica por Ary Scheffer (pintura de 1846)

En esa ocasión ella visitó a un obispo para que convenciera a Agustín de sus errores, pero el obispo la consoló y la aconsejó que siguiera rezando por su hijo con las hoy famosas palabras:

no se perderá el hijo de tantas lágrimas.

Monica siguió a su indisciplinado hijo a Roma, donde él había ido secretamente; cuando ella arribó, él ya se había ido a Milán, pero lo siguió. Allí encontró ella al obispo Ambrosio de Milán y a través de él finalmente tuvo la dicha de ver la conversión de Agustín al cristianismo tras 17 años de resistencia.
La madre, el hijo y su nieto Adeodato pasaron seis meses de verdadera paz en Rus Cassiciacum, actualmente Cassago Brianza, y Agustín fue bautizado luego. A la edad de 28 años, Agustín acogió la gracia de Dios, se convirtió al cristianismo y recibió el bautismo en la iglesia de San Juan Bautista en Milán. 
Sin embargo, África los reclamaba, así que emprendieron el viaje, se detuvieron en Civitavecchia y en Ostia. Aquí la muerte sorprendió a Mónica, y las páginas más bellas de las Confesiones de Agustín fueron escritas como resultado de la emoción que experimentó Agustín al morir madre.
Santa Mónica es puesta por la Iglesia como ejemplo de mujer cristiana, de piedad y bondad probadas, madre abnegada y preocupada siempre por el bienestar de su familia, aun bajo las circunstancias más adversas.